# Jean Deltheil
Pour les articles homonymes, voir Deltheil.
Jean Deltheil est un homme politique français né le 2 septembre 1795 à Bourzolles (commune actuelle de Souillac), dans le Lot et décédé le 23 mars 1871 à Sarlat, en Dordogne).

## Biographie
Maître de forges, il est député du Lot de 1836 à 1842, siégeant au centre gauche, dans l'opposition à la Monarchie de Juillet. Il est de nouveau député du Lot de 1851 à 1870, siégeant dans la majorité soutenant le Second Empire. Il a été conseiller général du canton de Souillac de 1852 à 1871 et président du Conseil général du Lot. Il est inhumé à Souillac, dans le cimetière de Bourzolles, lieu de sa naissance.